# Chiesa dei Santi Vincenzo e Anastasio (Bagnaia)
La chiesa dei Santi Vincenzo e Anastasio è una chiesa cattolica che si trova a Bagnaia, nel comune di Murlo.
Citata già nel XII secolo, mantiene il semplice profilo di epoca romanica, col tetto a capanna, il portale sormontato da un arco a tutto sesto, il paramento a grosse bozze tufacee interrotto in alto da una monofora decorata da due colonnette.
L'interno, a navata unica, è scandito da tre altari: quello maggiore in stucco bianco terminante ai lati con due angeli adoranti; quello di sinistra, con una tela settecentesca con il Transito di San Giuseppe; quello di destra con un'immagine cinquecentesca della Madonna col Bambino, contenuta in un tabernacolo intagliato e dorato, assai venerata dalla popolazione, come testimoniano i molti ex voto appesi alle pareti. Da notare le due acquasantiere, una cinquecentesca e una settecentesca.